# Pomnik Kolejarzy Zamordowanych w latach 1939–1945 we Włocławku
Pomnik Kolejarzy Zamordowanych w latach 1939-1945 we Włocławku – płyta z tablicą stojącą we Włocławku przy ulicy Okrzei, koło Dworca PKP/PKS.
Wzniesiony ze składek organizowanych przed harcerzy i kolejarzy we Włocławku pomnik poświęcony pamięci pracowników włocławskiego węzła kolejowego zamordowanym w czasie okupacji niemieckiej w latach 1939-1945.
Pomnik ma kształt dwumetrowej płyty z lastryka, na której umieszczono wykonaną z mosiądzu tablicę z inskrypcją: „W XXX-tą Rocznicę Pomordowanym Przez Hitlerowskiego Okupanta Szczep ZHP I Kolejarze st. Włocławek 1975”. Pod napisem znajduje się symbol harcerstwa - lilijka połączona z symbolem kolejarzy. Po lewej stronie znajduje się płaskorzeźba przedstawiająca dwa miecze otoczone płomieniami wydobywającymi się ze znajdującego się niżej znicza, symbolizujące walkę i męczeństwo. Po prawej stronie znajdują się dwa wąskie paski w kolorach białym i czerwonym. Pomnik usytuowany został na niewielkim placyku i otoczony jest metalowymi łańcuchami.